# Elgin Baylor
Elgin Baylor   (Washington DC, 16 de setembre de 1934 - Los Angeles, 22 de març de 2021) va ser un destacat jugador de bàsquet estat-unidenc de la dècada dels 60.

## Trajectòria esportiva

### Universitat
La seva carrera universitària es va iniciar, gràcies a una beca, en la Universitat d'Idaho, però una sèrie de problemes van fer que a l'any següent recalés en la Universitat de Seattle, a la qual va dur a la final de la NCAA el 1958, que van perdre davant Kentucky. Va ser triat en el quintet ideal del campionat aquest mateix any.
Durant els seus tres anys com a col·legial, va aconseguir una destacada mitjana de 31,3 punts per partit.

### NBA
Els Lakers van usar la primera elecció del draft de 1958 per a seleccionar-lo un any abans que acabés la seva carrera. L'equip duia diversos anys sense aixecar cap des de la retirada del gran George Mikan, i va signar un contracte per 20.000 dòlars, una xifra astronòmica per a l'època. I no va defraudar, ja que en la seva primera temporada va aconseguir acabar com a quart màxim anotador de la lliga amb 24,9 punts per partit, tercer en rebots (15 per partit) i vuitè en assistències (4,1 per partit). va ser triat Rookie de l'any (millor novençà), i el seu equip va arribar a les finals d'aquesta temporada, on van caure davant els Boston Celtics. Durant tota la seva carrera, va ajudar els Lakers a arribar a 8 finals de l'NBA, encara que mai va aconseguir l'anell de campió.
En 1960 va aconseguir el que era un record fins llavors, ja que va anotar 71 punts en un partit, sent més tard superat. El qual, no obstant això, manté és el de 61 punts en un partit d'una final de l'NBA.
Es va retirar en la temporada 1971-72 a causa d'una lesió de genoll, la qual cosa va conduir a dues grans ironies de la destinació: el primer partit sense Baylor dels Lakers va suposar l'inici d'una ratxa de 33 partits guanyats consecutivament, record de tots els temps en l'NBA, i, a més, la temporada següent el seu equip va assolir per fi aconseguir el campionat que a ell se li va negar durant tota la seva carrera.

### Entrenador i executiu
En 1974 va assumir el càrrec d'entrenador assistent dels New Orleans Jazz, passant més endavant a ser l'entrenador cap. Es va mantenir en el lloc fins a 1979.
En 1986 va ser nomenat Vicepresident de l'equip de Los Angeles Clippers, càrrec que ostenta en l'actualitat. Va ser nomenat Executiu de l'any de l'NBA en 2006.

## Palmarès
- Rookie de l'any el 1959.
- Triat en el millor quintet de l'NBA en 10 ocasions.
- Ha estat 11 vegades All Star.
- Manté el rècord de més punts en un partit d'una final de NBA (61 punts).
- Té la tercera millor mitjana de punts de tota la història, amb 27,3.
- Triat un dels 50 millors jugadors de tota la història en 1996.
- Membre del Basketball Hall of Fame.
- Nominat un dels 50 millors jugadors de la història de l'NBA.